# تیم ملی والیبال زنان کانادا
تیم ملی والیبال زنان کانادا تیم ملی والیبال زنان کشور کانادا است.

## نتایج

### بازی‌های المپیک تابستانی
- ۱۹۶۴ — شرکت نداشت
- ۱۹۶۸ — شرکت نداشت
- ۱۹۷۲ — شرکت نداشت
- ۱۹۷۶ — جایگاه ۸ام
- ۱۹۸۰ — شرکت نداشت
- ۱۹۸۴ — جایگاه ۸ام
- ۱۹۸۸ — شرکت نداشت
- ۱۹۹۲ — شرکت نداشت
- ۱۹۹۶ — جایگاه ۹ام
- ۲۰۰۰ — واجد شرایط نشد
- ۲۰۰۴ — واجد شرایط نشد
- ۲۰۰۸ — واجد شرایط نشد
- ۲۰۱۲ — واجد شرایط نشد